# Jason Geria
Jason Geria (Canberra, 1993. május 10. –) ausztrál válogatott labdarúgó, a Melbourne Victory játékosa.

## Klub
A labdarúgást a Melbourne Victory FC csapatában kezdte. 2015-ben és 2018-ban ausztrál bajnoki címet szerzett. 2018 és 2020 között a JEF United Chiba csapatában játszott. 2021-ben a Perth Glory FC csapatához szerződött. 2021 júliusban visszatért a Melbourne Victory csapatába.

## Nemzeti válogatott
2016-ban debütált az ausztrál válogatottban.

## Statisztika
2024. november 19-i állapotnak megfelelően.
| Ausztrál válogatott | Ausztrál válogatott | Ausztrál válogatott |
| Időszak             | Mérk.               | gól                 |
| ------------------- | ------------------- | ------------------- |
| 2016                | 1                   | 0                   |
| 2017                | 0                   | 0                   |
| 2018                | 0                   | 0                   |
| 2019                | 0                   | 0                   |
| 2020                | 0                   | 0                   |
| 2021                | 0                   | 0                   |
| 2022                | 0                   | 0                   |
| 2023                | 0                   | 0                   |
| 2024                | 4                   | 0                   |
| Összesen            | 5                   | 0                   |

## Sikerei, díjai
- Melbourne Victory
  - Ausztrál bajnok – Alapszakasz: 2014–2015
  - Ausztrál bajnok – Rájátszás: 2014–2015
  - Ausztrál kupa: 2015, 2021